# August Pfizmaier
Philipp August Pfizmaier (* 17. März 1808 in Karlsbad, Böhmen; † 15. Mai 1887 in Wien) war ein österreichischer Sinologe, Japanologe, Sprachwissenschaftler und Übersetzer.

## Biografie
Pfizmaiers Vater war der aus dem württembergischen Hermaringen stammende Besitzer des Posthofes in Karlsbad, Gotthelf Friedrich Pfitzmaier, die Mutter Maria Dorothea war eine Tochter des Martschreibers Christian Keil in Biebrich. August Pfizmaier zeigte schon am Gymnasium in Prag und in Pilsen großes Interesse und Talent für Fremdsprachen, darunter Chinesisch. Mit 19 Jahren soll er Französisch, Italienisch, Englisch, Latein, Altgriechisch, Türkisch und Russisch beherrscht haben. 1835 schloss er in Prag ein Medizinstudium ab und arbeitete als Kurarzt in Karlsbad. 1838 ging er nach Wien und lernte dort skandinavische Sprachen, Niederländisch, Persisch, Ägyptisch, Japanisch und Mandschurisch. 1843 wurde er Dozent der chinesischen, türkischen, arabischen und persischen Sprache und Literatur an der Universität Wien. 1847 übersetzte er als erster einen japanischen Roman in eine westliche Sprache: Sechs Wandschirme in Gestalten der vergänglichen Welt von Ryūtei Tanehiko (1783–1842).  1848 wurde er Mitglied der Kaiserlichen Akademie der Wissenschaften. Von 1850 bis zu seinem Tod im Jahr 1887 übersetzte er jedes Jahr durchschnittlich 200 Seiten aus dem Chinesischen und 125 Seiten aus dem Japanischen.
Pfizmaier übersetzte vor allem zahlreiche Werke aus dem Chinesischen ins Deutsche: historische Annalen, mythologische Werke, historische und naturwissenschaftliche Abhandlungen, aber auch moderne literarische Texte. Außerdem verfasste er eine Beschreibung der Ainu-Sprache sowie ein japanisch-deutsches Wörterbuch, das jedoch unvollendet blieb. Er gilt als einer der großen Übersetzer aus dem klassischen Chinesisch; der Umfang seiner Übersetzungen aus dem Japanischen und Chinesischen in eine europäische Sprache ist bis heute unübertroffen.

## Werke (Auswahl)

### Monografien
- Grammaire turque ou développement séparé et méthodique des trois genres de style usités, savoir l’arabe, le persan et le tartare. Wien, Imprimierie imp. roy. de cour et d’état, 1847.
- Die Aufstände Wei-ngao’s und Kung-sün-schŏ’s. Zur Geschichte des Zwischenreiches von Han [Hòu Hàn shū «後漢書»]. Wien, Gerold, 1869 (Übersetzung).
- Aus der Geschichte des Hofes von Tsin. Aus der Geschichte des Zeitraumes Yuen-khang von Tsin. Die Machthaber Hoan-wen und Hoan-hiuen. Ueber einige Wundermänner China’s [Jìn shū «晉書»]. Wien, Gerold, 1876–1877 (Übersetzung).

### Artikel
Zahlreiche Artikel und Übersetzungen von Pfizmaier erschienen in den Sitzungsberichten der Kaiserlichen Akademie der Wissenschaften, Philosophisch-historische Classe.